# Kenneth Ølsson
Kenneth Ølsson (20 luglio 1977) è un batterista norvegese, noto per essere stato membro e cofondatore della gothic metal band Tristania.
Egli creò il gruppo con Morten Veland e Einar Moen nel 1996, prendendo spunto da un precedente progetto chiamato Uzi Suicide, di cui era componente.